# Serralunga d'Alba
Serralunga d'Alba é uma comuna italiana da região do Piemonte, província de Cuneo, com cerca de 491 habitantes. Estende-se por uma área de 8 km², tendo uma densidade populacional de 61 hab/km². Faz fronteira com Alba, Castiglione Falletto, Diano d'Alba, Monforte d'Alba, Montelupo Albese, Roddino, Sinio.

## Demografia
| Variação demográfica do município entre 1861 e 2011                               |
|                                                                                   |
| Fonte: Istituto Nazionale di Statistica (ISTAT) - Elaboração gráfica da Wikipedia |